# Julia Szeremeta
Julia Atena Szeremeta (ur. 24 sierpnia 2003 w Chełmie) – polska pięściarka, wicemistrzyni olimpijska z 2024, srebrna medalistka Pucharu Świata w Brazylii.

## Życiorys
Pochodzi z Bieniowa. Jej rodzice, Andrzej i Wiesława, prowadzą gospodarstwo rolne ze stadniną koni, matka zarządza także sklepem. W wieku 5 lat rozpoczęła treningi karate, 8 lat później zdecydowała się trenować boks w Międzyszkolnym Klubie Sportowym II LO Chełm. Po ukończeniu gimnazjum została zawodniczką Paco Lublin. Uczęszczała do klasy o profilu medialnym w VII Liceum Ogólnokształcącym im. Marii Konopnickiej w Lublinie.
W 2024 roku bezskutecznie startowała w wyborach do sejmiku województwa lubelskiego z listy Konfederacji i Bezpartyjnych Samorządowców.

## Kariera sportowa
Służy w Wojsku Polskim, będąc przydzieloną do Centralnego Wojskowego Zespołu Sportowego w stopniu szeregowego. W 2022 roku została mistrzynią Polski w wadze do 60 kg, pokonując w finale Żaklinę Kociołek. Rok później wystąpiła na igrzyskach europejskich, na których zajęła 5. miejsce w wadze do 57 kg po porażce w ćwierćfinale z Bułgarką Swetłaną Stanewą, a także została młodzieżową mistrzynią Europy w tej samej kategorii po pokonaniu w finale Bojany Gojković z Czarnogóry.
W marcu 2024 roku zakwalifikowała się na igrzyska olimpijskie, na których wystąpiła w kategorii do 57 kg. W pierwszej rundzie pokonała Omailyn Alcalę z Wenezueli, natomiast w ⅛ finału wygrała z Australijką Tiną Rahimi. W ćwierćfinale pokonała jednogłośnie Ashleyann Lozadę z Portoryko i zapewniła sobie co najmniej brązowy medal. Jest to pierwszy medal olimpijski dla Polski w boksie od brązowego medalu Wojciecha Bartnika w 1992 roku. W półfinale wygrała niejednogłośną decyzją sędziów z Filipinką Nesthy Petecio i awansowała do finału, zapewniając sobie co najmniej srebrny medal. Jest to pierwszy olimpijski finał w boksie z udziałem polskiego reprezentanta od czasu srebrnego medalu Pawła Skrzecza w 1980 roku. W finale przegrała jednogłośnie z Lin Yu-ting z Tajwanu. Wraz z Wiktorem Głazunowem była chorążym reprezentacji Polski podczas ceremonii zamknięcia igrzysk. W Plebiscycie Przeglądu Sportowego na najlepszego sportowca roku 2024 w Polsce zajęła 7. miejsce.
W 2025 roku wzięła udział w Pucharze Świata w Brazylii, gdzie zdobyła srebrny medal. W ćwierćfinale wygrała 5:0 z Amerykanką Alyssą Mendozą, a w półfinale wygrała z pochodzącą z Kazachstanu Ulżan Sersenbek, również 5:0. Tym samym awansowała do finału, gdzie zmierzyła się z Brazylijką Jucielen Romeu. Walkę przegrała 3:2 (29-28, 30-27, 28-29, 27-30, 27-30).

## Odznaczenia
- Krzyż Kawalerski Orderu Odrodzenia Polski – 2024[30][31]
- Srebrny Medal „Za zasługi dla obronności kraju” – 2024[32]